# Thalan
Thallane là một hợp chất vô cơ có công thức hóa học là {\displaystyle {\ce {TlH3}}}. Nó vẫn chưa được điều chế với số lượng lớn, do đó các tính chất hoá học vẫn chưa rõ cho lắm. Tuy nhiên, talan phân tử đã được phân lập trong chất nền khí rắn. Talan chủ yếu được sản xuất cho mục đích học tập, nghiên cứu.
Nó là polytalan đơn giản nhất. Tali là nguyên tố hoá học nặng nhất trong nhóm Bo; độ bền của các hợp chất hydro trong nhóm giảm dần theo số chu kỳ tăng dần. Điều này thường được cho là do sự xen phủ kém của các obitan hóa trị kim loại với obitan 1s của hydro. Mặc dù có những báo cáo ban đầu đáng khích lệ, nhưng không có khả năng một loại talan đã được phân lập. Talan chỉ được quan sát thấy trong các nghiên cứu phân lập ma trận; quang phổ hồng ngoại thu được trong pha khí bằng cách đốt cháy tali bằng laser với sự có mặt của khí hydro.

## Điều chế
Talan được điều chế bằng cách cho tali tác dụng với hydro:
| 2+ 3{\displaystyle {\ce {->}}} 2 |
| -------------------------------- |